# Gajevi (distrikt Brčko)
Gajevi su naselje u distriktu Brčko, BiH.

## Stanovništvo
Nacionalni sastav stanovništva 1991. godine, bio je sljedeći:
ukupno: 196
- Srbi - 188
- Jugoslaveni - 3
- Hrvati - 1
- ostali, neopredijeljeni i nepoznato - 4